# Epimelitta longipennis
Epimelitta longipennis là một loài bọ cánh cứng trong họ Cerambycidae.